# 张报
张报（1903年—1996年1月17日），原名莫国史，男，壮族，广西扶绥人，中国翻译家、诗人，曾任中华诗词学会副会长。